# Chiesa di Santa Mina
La chiesa di San Mina ( già San Bartolo in Tuto)  è un edificio di culto copto, situato a Scandicci (FI), in Piazza Papa Giovanni XXIII.

## Storia
Conosciuta altresì come chiesa dei Santi Bartolo e Giovanni Battista, il monumento in questione è considerato uno dei più antichi edifici scandiccesi, attorno al quale si sarebbe sviluppato un primo nucleo di abitazioni del territorio. La chiesa era inserita al centro di un nucleo di case coloniche, in parte smembrato, che costituiva una sorta di grande corte.
Ritenuta di fondazione cadolingia, fu ceduta in patronato al monastero benedettino della Badia Fiorentina nel X secolo e, come appare in un diploma del 29 giugno 1061 , essa venne completamente annessa alla stessa Badia. Fu retta da parroci, cui in seguito si associarono i canonici;  nel Duecento divenne suffraganea della Pieve di Giogoli e nel 1784 fu infine elevata a prioria.
Oggi ospita una comunità religiosa copta-ortodossa e ha assunto il titolo di San Mina,  dopo che la sede parrocchiale è stata trasferita nella moderna chiesa di San Bartolommeo.
È probabile che il primitivo assetto della chiesa fosse in stile romanico e che l’interno fosse assai modesto. Nel XV secolo si viene a sapere che la chiesa conservava una tavola di «Nostra Signora», trafugata e, per fortuna ritrovata, in tempi recenti e oggi conservata nella nuova chiesa di San Bartolo: si tratta della Madonna col Bambino commissionata a Giovanni da Milano dal rettore della chiesa scandiccese, Rinieri di Jacopo Pulci nel 1364 ca. . 
Nel corso dei secoli la chiesa di San Bartolo venne più volte danneggiata e ricostruita a causa delle inondazioni del fiume Greve, perdendo così le sue forme originali. L’edificio, di piccole dimensioni, si presenta in forme estremamente semplici, dovute ai molteplici interventi a cui è stata sottoposta, nel 1927 e nel dopoguerra.